# Einheitsstraßenbahnwagen

Bw 1626 der Berliner Verkehrsbetriebe (West) hinter einem Verbandstrieb- und -beiwagen an der Rudower Spinne (1963)

Einheitsstraßenbahnwagen (ESW) war die Bezeichnung für in Deutschland 1938/39 projektierte, nach einheitlichen Kriterien zu fertigende Straßenbahntrieb- und -beiwagen. Das Konzept sah eine zwei, drei- und vierachsige Variante vor. Infolge des Zweiten Weltkriegs wurden nur 30 zweiachsige Beiwagen für die Straßenbahnen in Berlin und Hannover ausgeliefert.

## Geschichte
1938 wurde von der Nürnberg-Fürther Straßenbahn das Vorbild des Einheitsstraßenbahnwagens entwickelt. Die Gesellschaft gab 1939 30 Fahrzeuge bei der Düwag (Wagen 901–915) und der MAN (Wagen 916–930) in Auftrag, deren elektrische Ausführung von SSW übernommen wurde. Die Triebwagen waren auf dem damals modernsten Stand der Technik: Der Wagen war in Ganzstahlbauweise ausgeführt und vollkommen geschlossen, die Fahrzeuge besaßen eine 12-Volt-Niederspannungsanlage, an den Plattformen befanden sich Doppeleinstiege mit teilweise elektrisch betätigten Türen, die Fahrzielanzeige war separat über dem Frontfenster angebracht, die Frontscheiben waren elektrisch beheizt, die Sitze waren gepolstert.
1939 wurden von Westwaggon die ersten zehn Triebwagen der Baureihe H nach Frankfurt am Main geliefert. Die Fahrzeuge stellten eine Weiterentwicklung der Frankfurter Baureihe F dar und beinhalteten viele Konstruktionsprinzipien des sich damals in Entwicklung befindlichen Einheitsstraßenbahnwagens. So war unter anderem der gesamte Aufbau in geschweißter Stahlleichtbauweise ausgeführt worden. Auch waren die Fahrzeuge bereits ab Werk mit Magnetschienenbremsen und Scherenstromabnehmern ausgerüstet. Die Arbeit des Fahrers wurde durch einen Fahrersitz und große einteilige Frontscheiben erheblich erleichtert. Liniennummer und Fahrtziel wurden erstmals durch Brose-Bänder angezeigt. Die Fahrzeuge waren im Inneren vergleichsweise luxuriös ausgestattet.

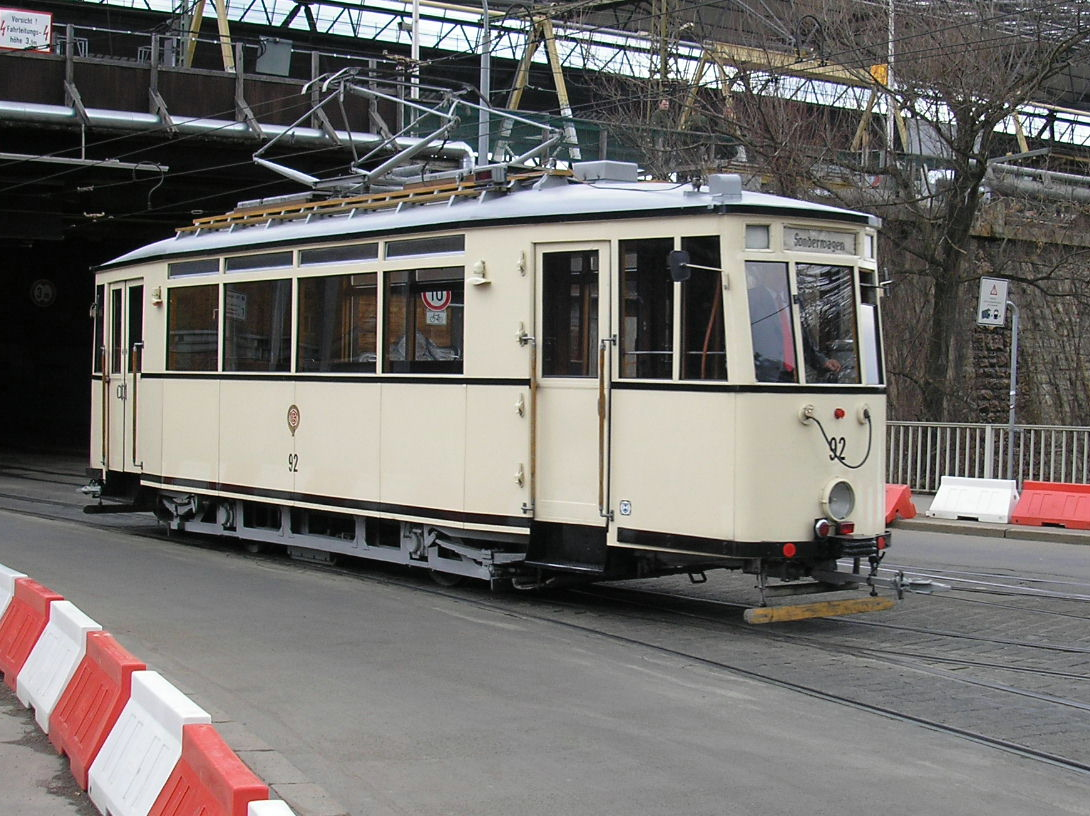
Vorläufer des ESW, 1938 von der Gothaer Waggonfabrik für Erfurt (EVAG Nr. 82 bis 117)
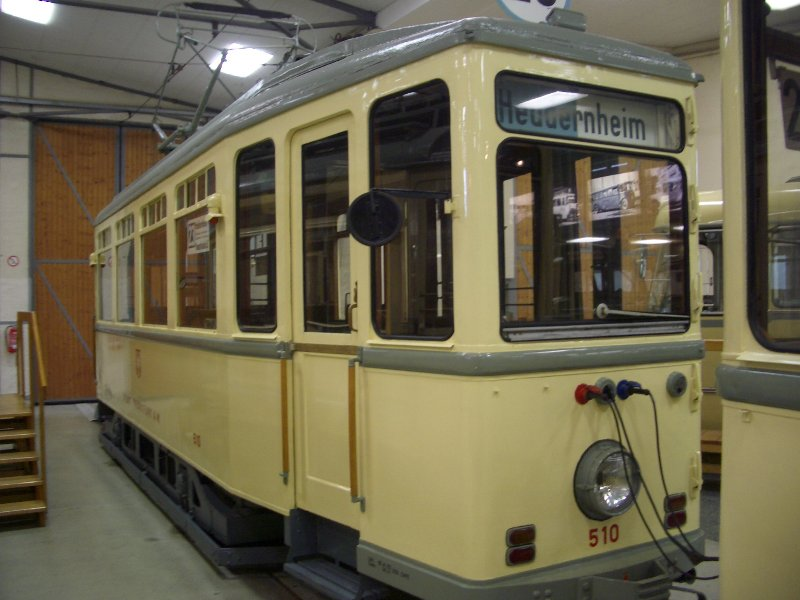
Vorläufer des ESW, 1939 von Westwaggon für Frankfurt am Main
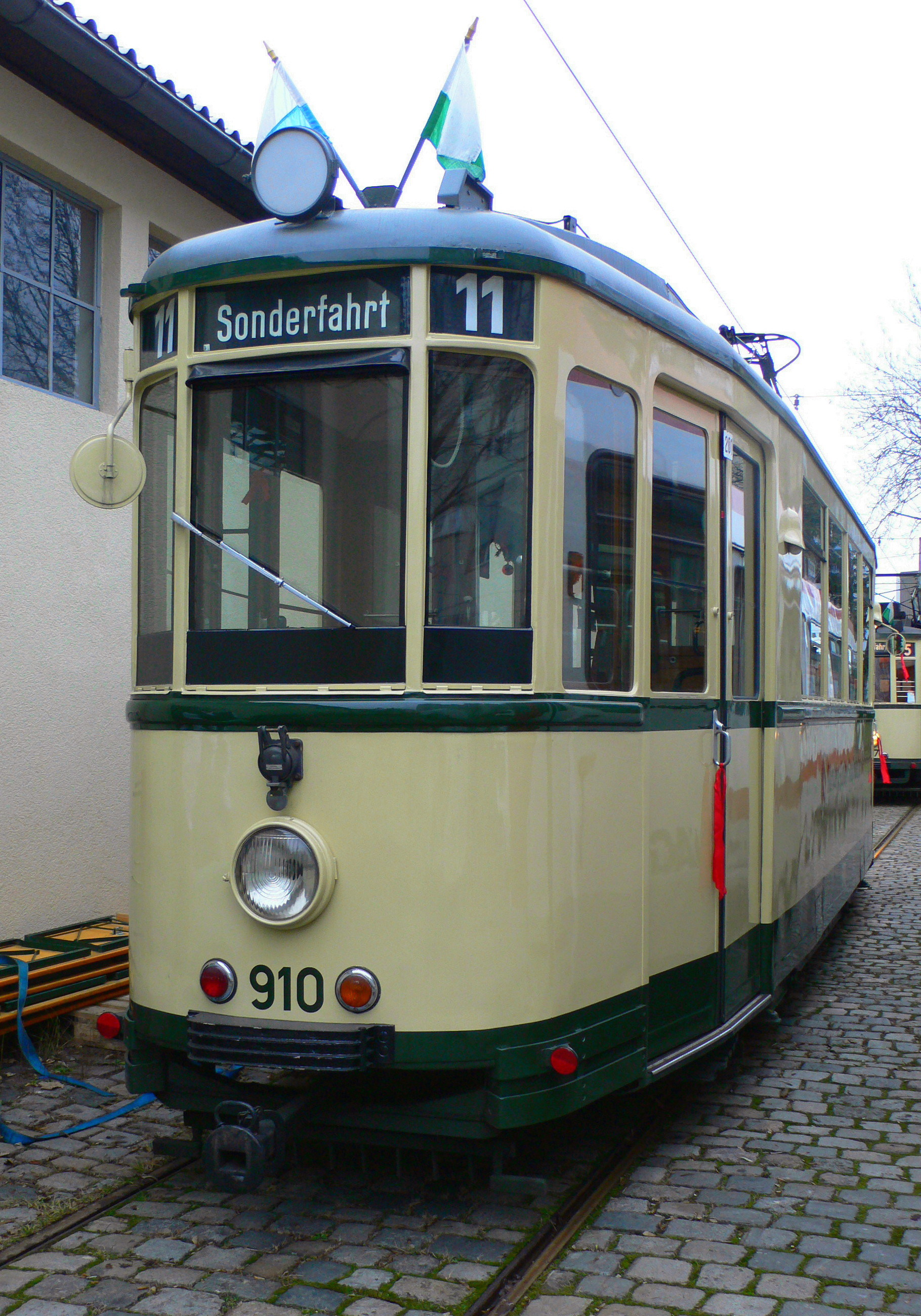
Vorläufer des ESW, 1939 von Düwag für Nürnberg

Um 1940 wurden die Einheitsstraßenbahnwagen schließlich konzipiert. Die Fahrzeuge sollten als Zwei-, Drei- und Vierachser konzipiert werden, Trieb- und Beiwagen waren wagenbaulich weitgehend identisch. Die Wagenkästen ruhten jeweils auf einem separaten Fahrgestell. Je Seite waren bei den Zweiachsern drei Seitenfenster vorgesehen. Der Fahrgastwechsel erfolgte über Doppelschiebetüren mit einer lichten Weite von 1260 Millimetern an den Plattformen. Die Plattformen waren abgesenkt, sodass auf separate Trittstufen verzichtet werden konnte. Dafür war eine Stufe zwischen den Plattformen und dem Sitzraum angebracht. Im Innenraum waren vorwiegend Quersitze vorgesehen, Längssitze konnten bei Bedarf alternativ an den Trennwänden zu den Plattformen eingebaut werden. Die Quersitze verfügten über umklappbare Rückenlehnen, sodass die Fahrgäste stets in Fahrtrichtung sitzen konnten.
Bedingt durch die Kriegsereignisse kam es nur zur Fertigung von 30 zweiachsigen Beiwagen in den Jahren 1943/44, die für die Berliner Verkehrs-Betriebe (BVG) vorgesehen waren. Die Niedersächsische Waggonfabrik Elze und die Waggonfabrik Wismar fertigten jeweils 15 Beiwagen. Zehn der in Elze gefertigten Beiwagen gingen vermutlich auf Weisung übergeordneter Stellen an die ÜSTRA für den Einsatz bei der Straßenbahn Hannover (Bw 1047–1056), während die übrigen 20 Beiwagen wie vorgesehen bei der Berliner Straßenbahn eingesetzt wurden (Bw 1601II–1605II, 1616II–1630II). In Berlin erhielten sie nach dem BVG-Typenschlüssel die Bezeichnung BF 42. Beiwagen 1630II wurde unmittelbar nach Kriegsende ausgemustert. Bei der Verwaltungstrennung der BVG gelangten neun Beiwagen (Bw 1601II–1605II, 1626II–1629II) zur BVG-West, die übrigen kamen zur BVG-Ost. Die in West-Berlin verbliebenen Wagen waren vor allem in den Betriebshöfen Britz und Charlottenburg eingesetzt. Sie wurden bis zum 1. Juli 1966 ausgemustert und ab September 1967 im Betriebshof Moabit verschrottet. Bei den Ost-Berliner Einheitswagen wurden die Seitenfenster mit Lüftungsklappen versehen, teilweise fand auch eine Aufteilung in sechs kleine Seitenfenster statt. In den Jahren 1969/70 wurden die Beiwagen 1616II, 1617II, 1620II, 1622II, 1623II und 1625II in das Rekoprogramm einbezogen, sie dienten als „Spenderwagen“ für die Beiwagen 2241, 2265, 2283 und 2285–2287. Die übrigen vier Beiwagen wurden etwa im gleichen Zeitraum verschrottet. Die Hannoveraner Beiwagen waren ab 1966 in den Betriebshöfen Kirchrode und Döhren abgestellt und wurden im ersten Halbjahr 1968 verschrottet.

## Weitere Entwicklung

### Kriegsstraßenbahnwagen

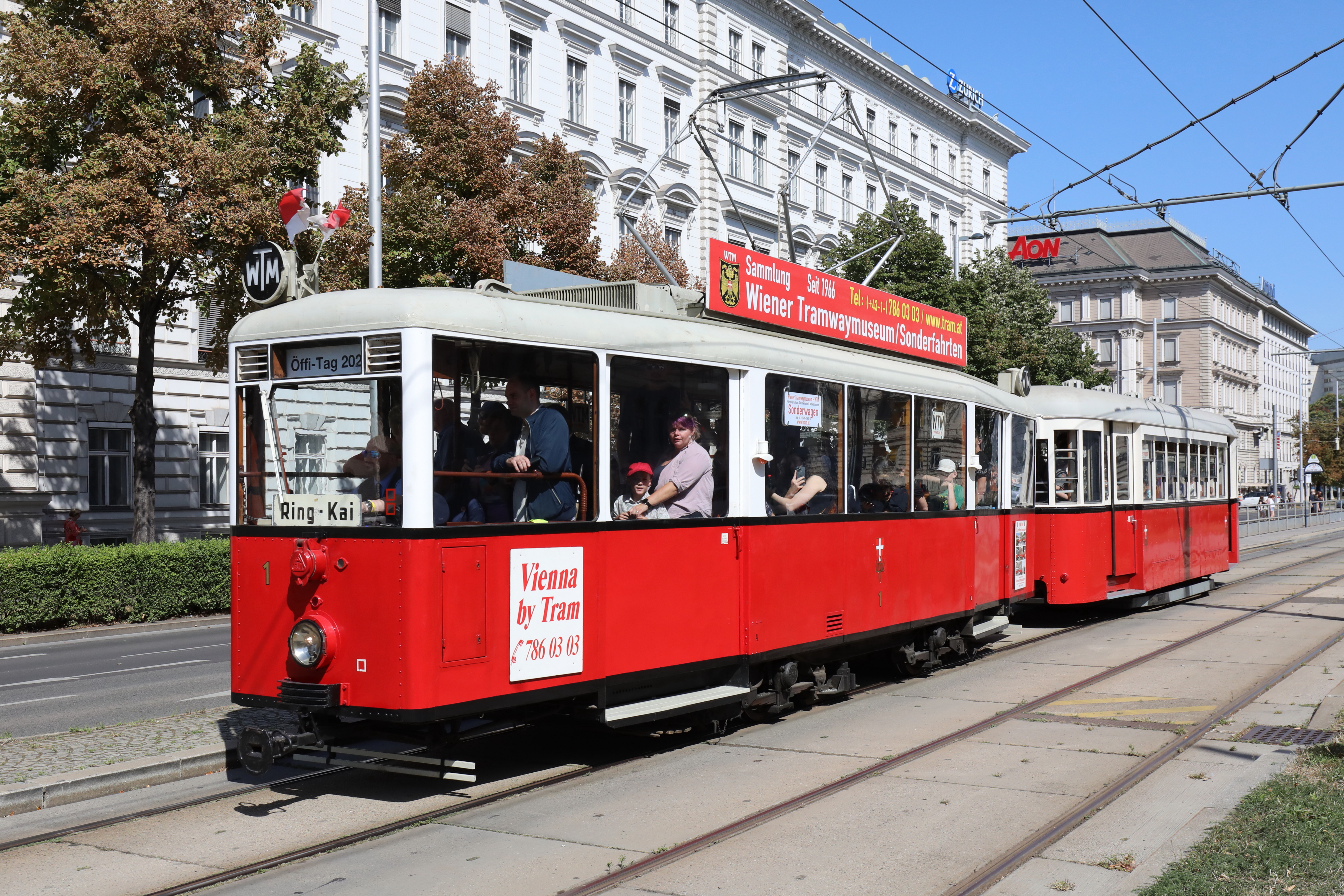
Kriegsstraßenbahnwagen in Wien

Der Kriegsstraßenbahnwagen (KSW) ist ein Straßenbahn-Einheitstyp, der 1942 unter Leitung der Düsseldorfer Waggonfabrik Düwag konzipiert wurde. Die Kriegsstraßenbahnwagen sollten die zahlreichen Straßenbahnwagen ersetzen, die während des Zweiten Weltkriegs durch Kampfhandlungen zerstört wurden. Entsprechend materialsparend und robust sind diese Fahrzeuge ausgerüstet, mit wenigen Sitzplätzen aus Holz. Noch während des Krieges erhielten mehrere Straßenbahnbetriebe, darunter Berlin (Prototyp) die ersten Serien dieser Fahrzeuge. Der Großteil der Fahrzeuge wurde jedoch nach dem Kriege gebaut und bis 1950 ausgeliefert.
Die KSW wiesen eine ähnliche Länge auf wie typische noch zu Friedenszeiten gebaute zweiachsigen Wagen im Deutschen Reich. Der Achsstand war mit 2,9 bis 3,0 Metern durchaus nicht ungewöhnlich. Durch eine Veränderung der Raumaufteilung und die Reduzierung der Sitzplatzanzahl konnte aber ein erstaunlich großes Fassungsvermögen von 89 Plätzen (davon 77 Stehplätzen) erreicht werden.
Die Triebwagen wogen leer 10,4 Tonnen, die Beiwagen 6,5 Tonnen. In der Regel wurden die KSW von der Heidelberger Firma Fuchs geliefert, die Beiwagen wurden von der Uerdinger Waggonfabrik geliefert. Elektrisch wurden die Triebwagen von Siemens und BBC ausgestattet. Die Trieb- und Beiwagen sind jeweils mit zwei Magnetschienenbremsen ausgestattet.

### Nachfolgetypen in der DDR
In der DDR übernahm man die Konzeption der Einheitswagen für die Konstruktion der sogenannten LOWA-Wagen, Typ ET 50 die ab 1950 zunächst in Werdau, ab 1953 im Waggonbau Gotha hergestellt wurden. Dort wurden die Fahrzeuge später zum T57 und T59 weiterentwickelt. 
Als Nachfolger dieser Fahrzeuge können die Reko-Wagen angesehen werden, die im Raw Berlin-Schöneweide zwischen 1968 und 1976 nominell unter Verwendung älterer Fahrzeuge, tatsächlich teilweise jedoch als komplette Neubauten gefertigt wurden, um diejenigen Betriebe, die die seit 1968 von ČKD Tatra ausschließlich erhältlichen Vierachser T3 und T4D nicht einsetzen konnten, weiterhin mit geeigneten Wagen zu versorgen. Deutlicher äußerlicher Unterschied ist die Aufteilung der Seitenwände: Gothawagen haben Doppeltüren und drei Fenster, Reko-Wagen einfache Türen und vier Fenster.

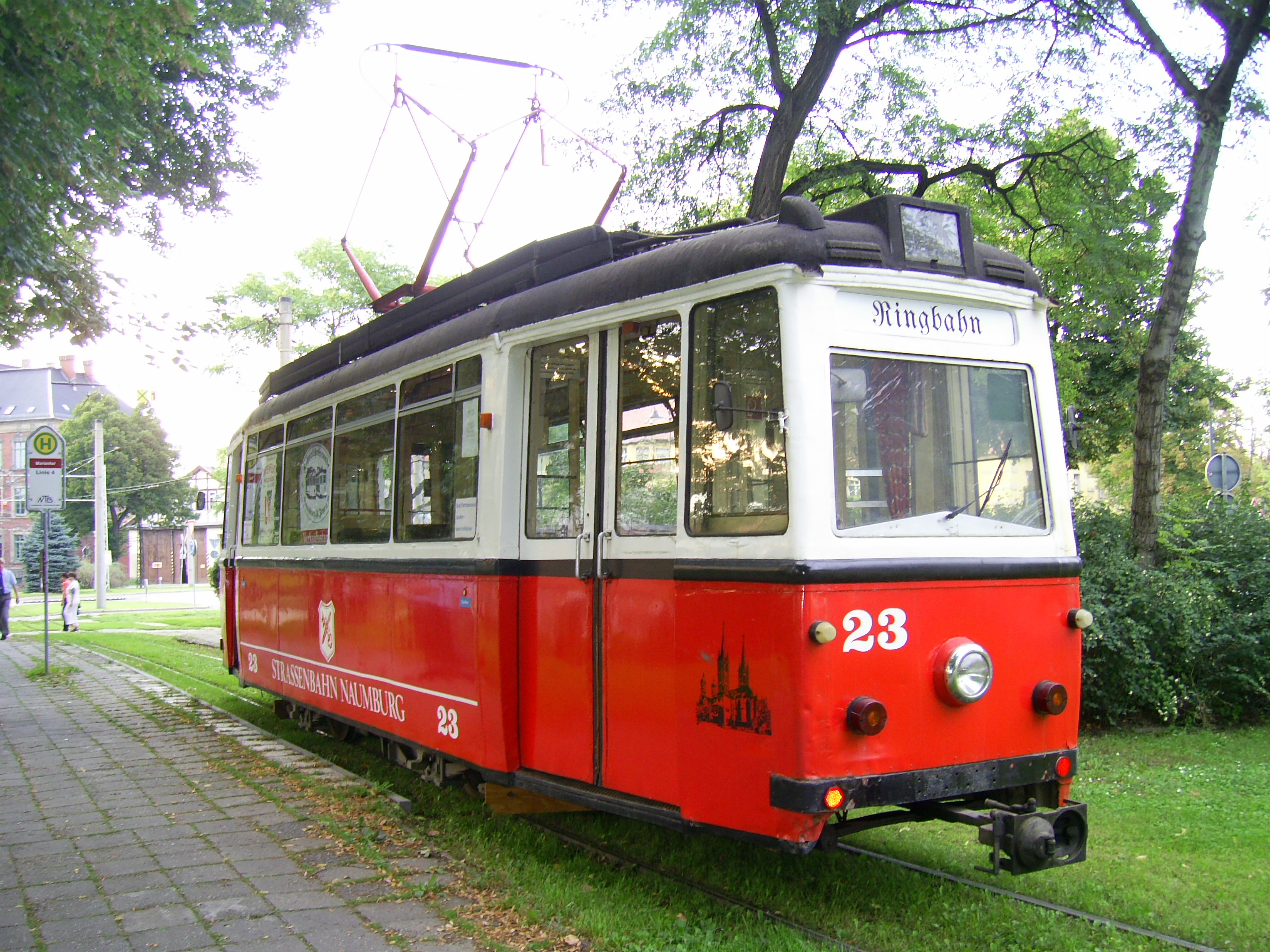
LOWA-Wagen ET50
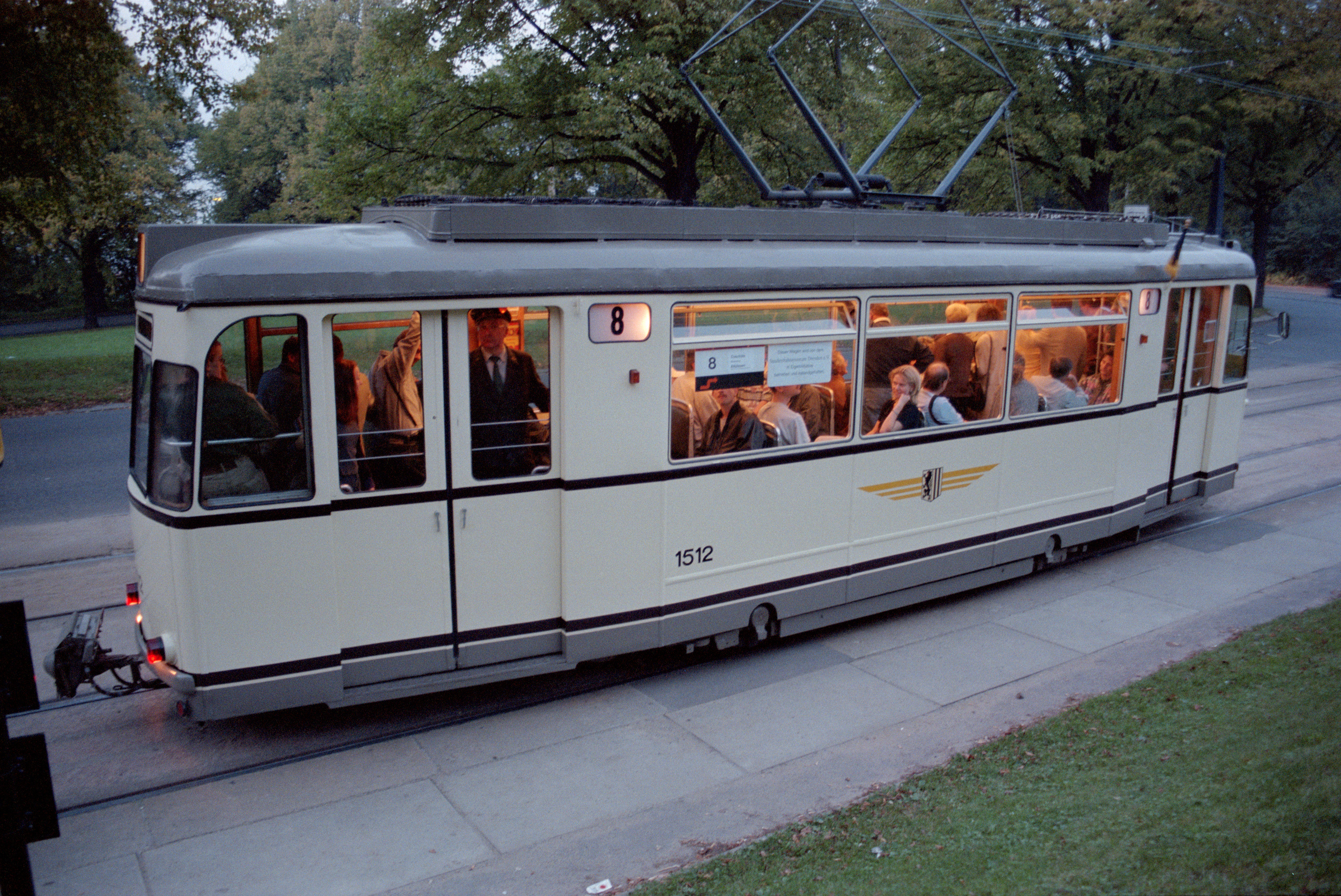
Gothawagen T59E
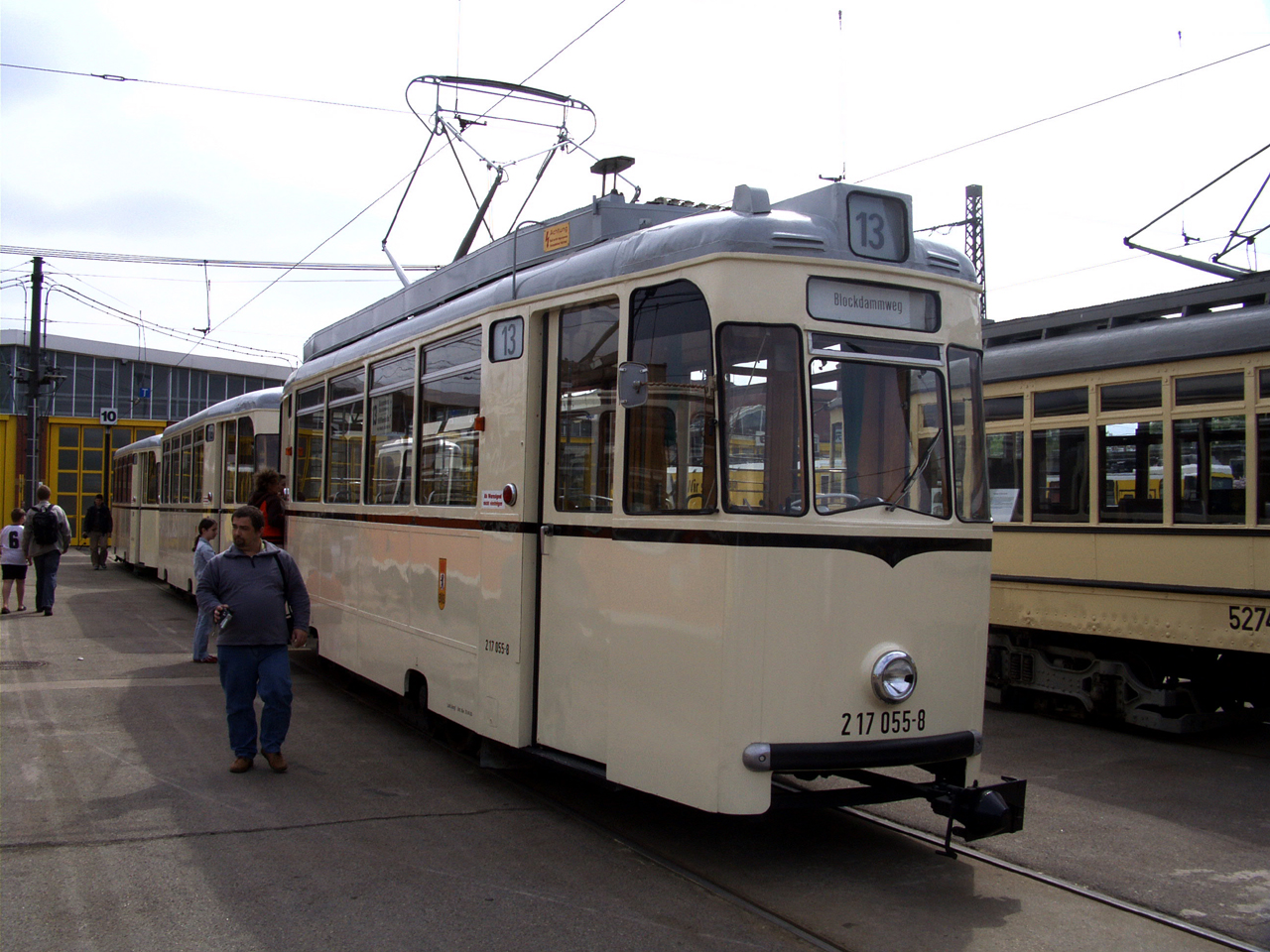
Reko-Wagen

### Nachfolgetypen in Westdeutschland
In der Bundesrepublik wurde die Idee des Einheitsstraßenbahnwagens mit dem Verbandswagen fortgeführt. Die Bezeichnung stammt von den Verbandswagen nach Empfehlungen des Verbands öffentlicher Verkehrsbetriebe (VÖV), er war eine Weiterentwicklung des Kriegsstraßenbahnwagens.
Später hatte die Düwag eine marktbeherrschende Stellung, ihre Erzeugnisse wurden zeitweilig als Einheitswagen bezeichnet.